# Liste der Ministerien in Malaysia (2013)
Die Liste der Ministerien in Malaysia enthält die Bundesministerien der malaysischen Regierung im Jahr 2013 des Kabinetts von Premierminister Najib Tun Razak. Grundlage der Kabinettsbildung waren die Parlamentswahlen zum 13. malaysischen Parlament am 5. Mai 2013, bei denen die Koalitionsregierung der Barisan Nasional mit einer absoluten Mehrheit hervorging.
Gegenüber dem 12. malaysischen Parlament ergaben sich einige Änderungen. So wurde die Gesamtzahl der Minister verkleinert und Bildungsministerium und Ministerium für Höhere Bildung wurden zum neuen Ministerium für Erziehung und Höhere Bildung (Education & Higher Learning Ministry) zusammengeführt. Auf Vorschlag des Ministers wurde der Name für das gemeinsame Ministerium kurze Zeit später jedoch in Bildungsministerium (Ministry of Education bzw. Kementerian Pendidikan) umbenannt.
Der Posten des Verkehrsministers wurde interimsweise Hishamuddin Bin Tun Hussein übertragen.

## Ministerien
| Name des Ministeriums (malaiische Sprache)                       | Name des Ministeriums (englische Sprache)                       | deutsche Übersetzung (nicht verbindlich)                                       | amtierender Minister (Stand Sept. 2013)!! Stellvertreter |                                                         |
| ---------------------------------------------------------------- | --------------------------------------------------------------- | ------------------------------------------------------------------------------ | --- | ------------------------------------------------------- |
| Jabatan Perdana Menteri                                          | Prime Minister’s Department                                     |                                                                                | Najib Tun Razak (Premierminister) Muhyiddin bin Mohd. Yassin (Vize-Premierminister) Jamil Khir Bin Baharom Abdul Wahid Omar Idris Jala Joseph Kurup Shahidan Bin Kassim Nancy Binti Shukri Joseph Entulu Anak Belaun Paul Low Seng Kuan | Razali Ibrahim Waytha Moorthy Ponnusamy                 |
| Kementerian Pembangunan Wanita, Keluarga dan Masyarakat          | Ministry of Women, Family and Community                         | Ministerium für Frauen, Familie und Gemeinschaft                               | Rohani Binti Abdul Karim | Azizah Binti Mohd. Dun                                  |
| Kementerian Pendidikan                                           | Ministry of Education (Malaysia)                                | Bildungsministerium                                                            | Muhyiddin bin Mohd. Yassin Idris Bin Jusoh | Mary Yap Kain Ching P. Kamalanathan A/L P. Panchanathan |
| Kementerian Tenaga, Teknologi Hijau dan Air                      | Ministry of Energy, Green Technology and Water                  | Ministerium für Energie, Grüne Technologie und Wasser                          | Dr. Maximus Johnity Ongkili | Mahdzir Bin Khalid                                      |
| Kementerian Perusahaan Perladangan dan Komoditi                  | Ministry of Plantation Industries and Commodities               | Ministerium für Plantagen- und Rohstoffindustrie                               | Douglas Uggah Embas | Noriah Binti Kasnon                                     |
| Kementerian Dalam Negeri                                         | Ministry of Home Affairs                                        | Innenministerium                                                               | Dr. Ahmad Zahid Bin Hamidi | Dr. Wan Junaidi Bin Tuanku Jaafar                       |
| Kementerian Komunikasi dan Multimedia                            | Ministry of Communication and Multimedia                        | Ministerium für Kommunikation und Multimedia                                   | Ahmad Shabery Bin Cheek | Jailani Bin Johari                                      |
| Kementerian Kemajuan Luar Bandar dan Wilayah                     | Ministry of Rural and Regional Development                      | Ministerium für ländliche und regionale Entwicklung                            | Mohd Shafie Bin Hj. Apdal | Alexander Nanta Linggi                                  |
| Kementerian Perdagangan Antarabangsa dan Industri                | Ministry of International Trade and Industry                    | Ministerium für Internationalen Handel und Industrie                           | Mustapa bin Mohamed | Hamim Bin Samuri                                        |
| Kementerian Sains, Teknologi dan Inovasi                         | Ministry of Science, Technology and Innovation                  | Ministerium für Wissenschaft, Technologie und Innovation                       | Dr. Ewon Ebin | Dr. Abu Bakar Bin Mohamad Diah                          |
| Kementerian Sumber Asli dan Alam Sekitar                         | Ministry of Natural Resources and Environment                   | Ministerium für Naturressourcen und Umwelt                                     | Palanivel A/L K. Govindasamy | Dr. James Dawos Mamit                                   |
| Kementerian Pelancongan dan Kebudayaan                           | Ministry of Tourism and Culture                                 | Ministerium für Tourismus und Kultur                                           | Mohamed Nazri Bin Abdul Aziz | -                                                       |
| Kementerian Pertanian dan Industri Asas Tani                     | Ministry of Agriculture and Agro-based Industries               | Ministerium für Landwirtschaft und landwirtschaftlich basierte Industrien      | Ismail Sabri Bin Yaakob | Tajuddin Bin Abdul Rahman                               |
| Kementerian Pertahanan                                           | Ministry of Defense                                             | Verteidigungsministerium                                                       | Hishamuddin Bin Tun Hussein | Abdul Rahim Bin Bakri                                   |
| Kementerian Kerja Raya                                           | Ministry of Public Works                                        | Ministerium für Öffentliche Arbeiten                                           | Fadillah Bin Yusof | Rosnah Binti Abdul Rashid Shirlin                       |
| Kementerian Kesihatan                                            | Ministry of Health                                              | Gesundheitsministerium                                                         | Dr. S. Subramaniam | Dr. Hilmi Bin Yahaya                                    |
| Kementerian Belia dan Sukan                                      | Ministry of Youth and Sports                                    | Ministerium für Jugend und Sport                                               | Khairy Jamaluddin Bin Abu Bakar | Saravanan A/L Murugan                                   |
| Kementerian Sumber Manusia                                       | Ministry of Human Resources                                     | Ministerium für Soziales                                                       | Richard Riot Anak Jaem | Ismail Bin Abd. Muttalib                                |
| Kementerian Perdagangan Dalam Negeri, Koperasi dan Kepenggunaan  | Ministry of Domestic Trade, Cooperative and Consumer Protection | Ministerium für Binnenhandel, Genossenschafts- und Verbraucherschutz           | Hasan Bin Malek | Ahmad Bashah Bin. Md. Hanipah                           |
| Kementerian Kewangan                                             | Ministry of Finance                                             | Finanzministerium                                                              | Najib Tun Razak Ahmad Husni bin Mohamad Hanadzlah | Ahmad Bin Maslan                                        |
| Kementerian Pengangkutan                                         | Ministry of Transport                                           | Verkehrsministerium                                                            | Hishamuddin Bin Tun Hussein (Interimsminister) | Ab. Aziz Kaprawi                                        |
| Kementerian Luar Negeri                                          | Ministry of Foreign Affairs                                     | Ministerium für Auswärtige Angelegenheiten                                     | Anifah bin Aman | Hamzah Bin Zainudin                                     |
| Kementerian Wilayah Persekutuan                                  | Ministry of the Federal Territories                             | Ministerium für Bundesterritorien                                              | Adnan Bin Tengku Mansor | Dr. Loga Bala Mohan A/L Jaganathan                      |
| Kementerian Kesejateraan Bandar, Perumahan dan Kerajaan Tempatan | Ministry of Urban Wellbeing, Housing and Local Government       | Ministerium für kommunales Wohlergehen, Wohnungswesen und kommunale Verwaltung | Abdul Rahman Dahlan | Halimah Binti Mohd Saddique                             |